# Polar Radiant Energy in the Far Infrared Experiment

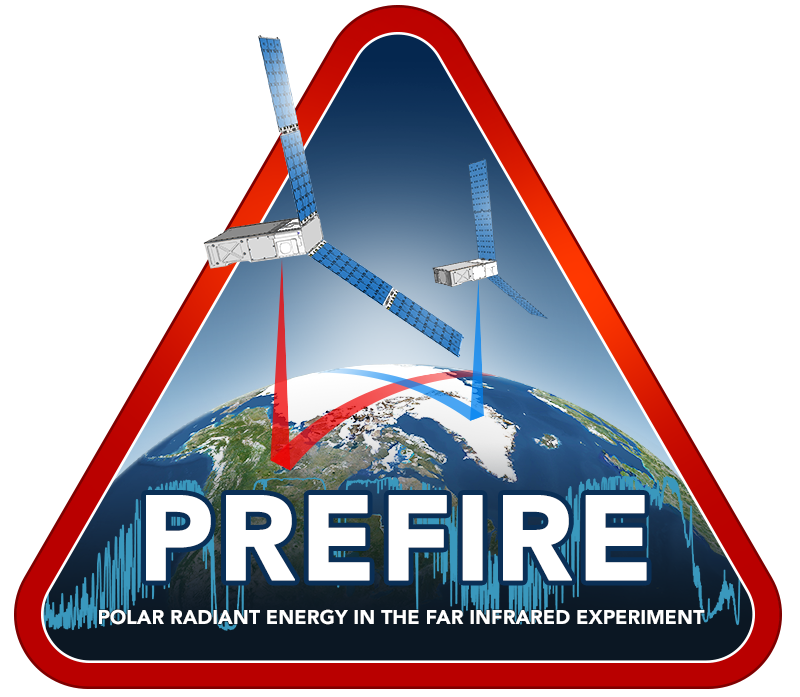
Logo de la mission.

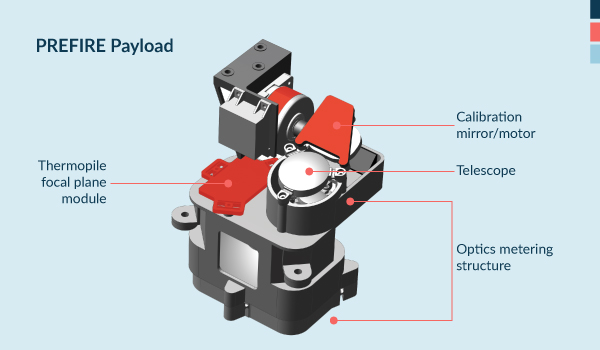
Schéma du spectromètre infrarouge embarqué sur chacun des CubeSats.

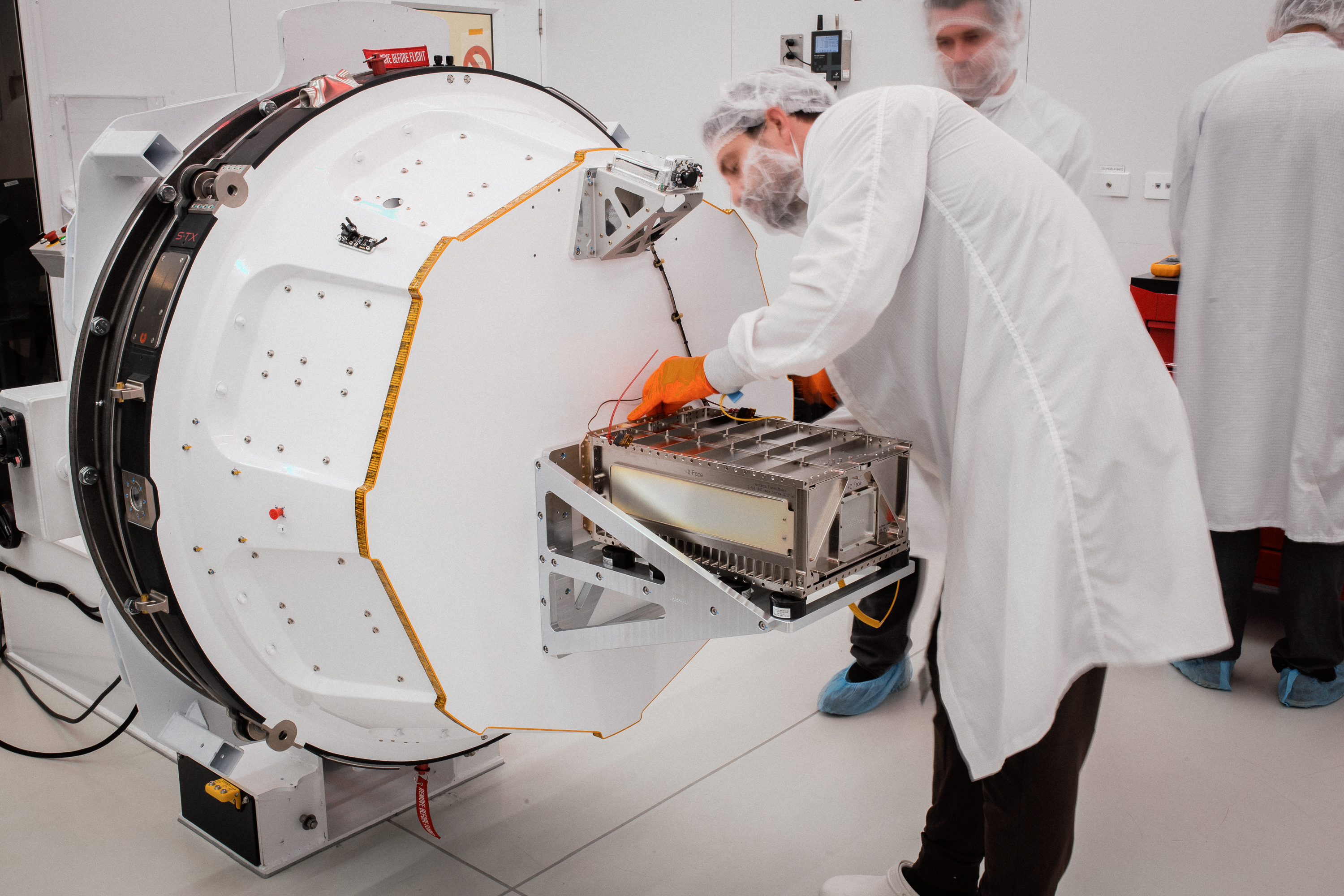
Installation du premier satellite PREFIRE sur le lanceur Electron.

Polar Radiant Energy in the Far Infrared Experiment, plus communément désignée par son acronyme PREFIRE, est une mission développée par l'agence spatiale américaine, la NASA. PREFIRE comprend deux CubeSats 6U jumeaux qui embarquent chacun un spectromètre imageur fonctionnant dans l'infrarouge en particulier dans l'infrarouge lointain (> 15 microns). Cet instrument  doit mesurer au-dessus des régions polaires le rayonnement infrarouge, la quantité de vapeur d'eau présente dans l'atmosphère, l'émissivité de la surface et les radiances dans la majorité des longueurs d'onde thermiques. Ces données seront intégrées dans les modèles climatiques afin de permettre une meilleure modélisation du rayonnement thermique des régions arctiques et antarctiques qui jouent un rôle clé dans la vitesse du changement climatique. PREFIRE fait partie des missions de la NASA de la classe Earth Venture. Proposée par une équipe de l'Université du Wisconsin, elle a été sélectionnée par l'agence spatiale en 2018. Les deux satellites ont été placés en orbite en deux lancements les 25 mai et 5 juin 2024 par un lanceur néozélandais Electron.

## Contexte
La région arctique joue le rôle de thermostat de la Terre en évacuant par émission de rayonnement infrarouge le trop plein d'énergie reçu dans les régions tropicales. Environ 60% de ces émissions se font dans des longueurs d'onde supérieures à 15 microns (infrarouge lointain) qui n'ont jamais fait l'objet de mesures systématiques. PREFIRE a pour objectif de mesurer les variations de ces émissions dans les dimensions spatiale et temporelle ainsi que celles de l'effet de serre. 

## Historique
PREFIRE fait partie avec EMIT des deux projets sélectionnés début 2018 pour constituer la quatrième mission de la classe Earth Venture. Ces missions de l'agence spatiale américaine, la NASA sont caractérisées par des coûts faibles associés à des risques élevés et relèvent du domaine de l'observation de la Terre. Le projet, qui est dirigé par le professeur Tristan L’Ecuyer de l'Université du Wisconsin, est développé au sein de cette université en collaboration avec l'Atmospheric and Oceanic Sciences and Space Science and Engineering Centre (SSEC). Le Jet Propulsion Laboratory (établissement de la NASA) fournit le capteur utilisé par le spectromètre. En janvier 2023, le lancement des deux CubeSats est programmé pour août 2023,. Les deux lancements sont reportés et ont lieu le 25 mai 2024 et le 5 juin 2024.

## Caractéristiques techniques
Les deux satellites sont des CubeSats 6U stabilisés 3 axes disposant de panneaux solaires déployés en orbite. 

## Instrumentation
Chaque CubeSat emporte un spectromètre TIRS (Thermal IR Spectrometer) dérivé de l'instrument  Mars Climate Sounder and Diviner mis au point en 2007 mais jamais lancé pour des raisons de coût. L'instrument occupe un parallélépipède dont les dimensions sont de 128 x 117 x 90 millimètres, soit environ la moitié du volume du CubeSat. D'une masse inférieure à 3 kilogrammes, il consomme environ 4,5 Watts. C'est un spectromètre pushbroom (en) à 64 canaux qui mesure le rayonnement infrarouge entre 5 et 54 microns avec une résolution spectrale de 0,86 microns. Il effectue des mesures perpendiculairement à sa direction de déplacement tous les 7 kilomètres. La fauchée maximale est de 300 kilomètres et la résolution spatiale perpendiculaire à la direction du déplacement atteindra 10 mètres sur une région choisie de 10 à 15 kilomètres de large. La résolution spatiale dans le sens du déplacement est comprise entre 12 et 15 kilomètres. Le rapport signal sur bruit est supérieur à 1,5 kelvin sur l'ensemble du spectre observé. En raison des contraintes de masse, le détecteur (64 x 8 pixels) n'est pas refroidi. L'instrument génère en moyenne 12 kilobits de données par seconde.

## Déroulement de la mission

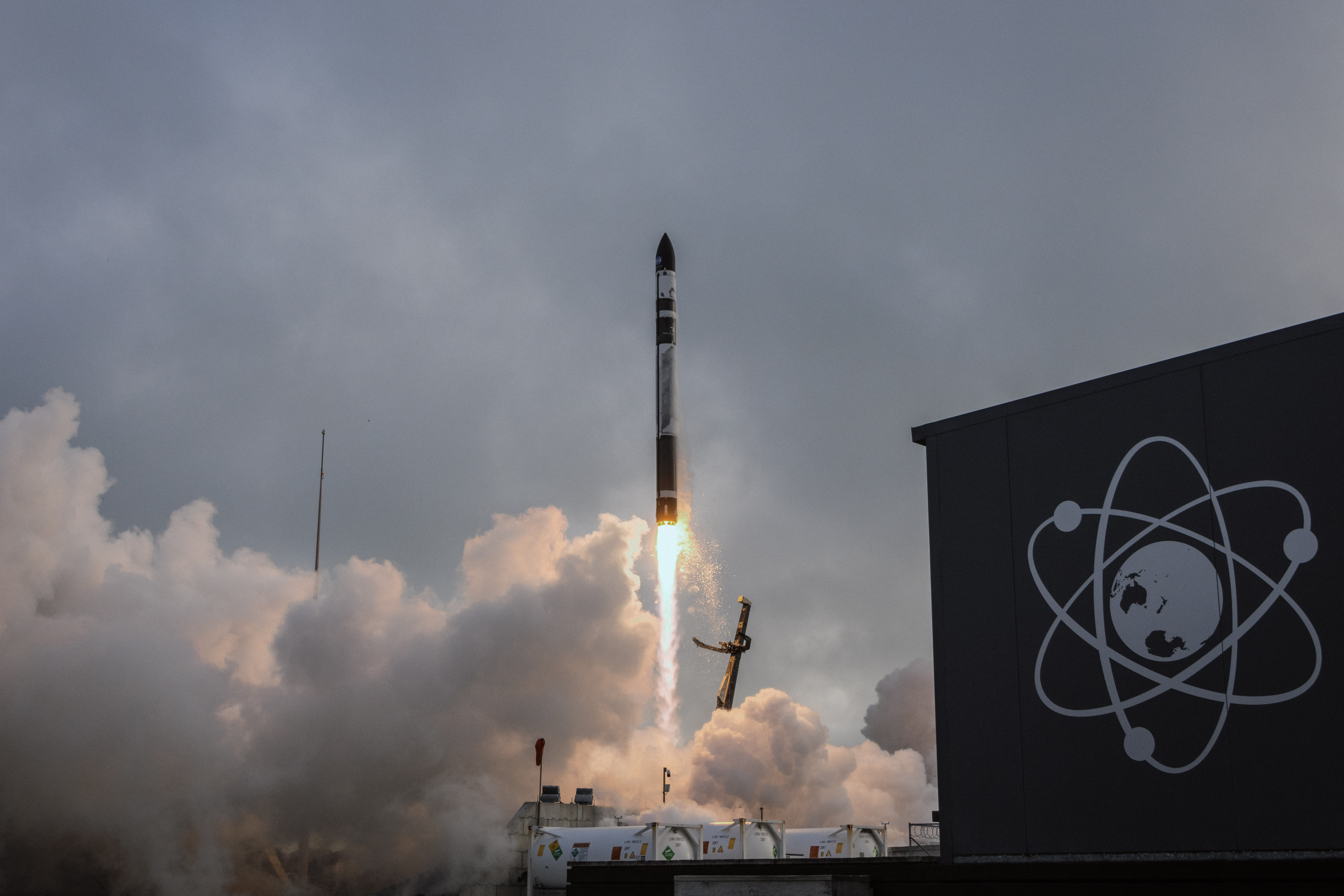
Lancement du deuxième satellite PREFIRE le 5 juin 2024.

Les deux satellites sont placés en orbite le 25 mai 2024 (PREFIRE-1) et le 5 juin 2024 (PREFIRE-2), chacun lancé par une fusée Electron,. Ils circulent sur une orbite héliosynchrone quasi polaire (inclinaison orbitale de 98°) à une altitude comprise entre 470 et 650 kilomètres. Après s'être stabilisé, avoir orienté ses panneaux solaires déployés en orbite en direction du Soleil, la mission débute par une période de recette qui doit durer 60 jours. Les deux satellites sont placés sur des orbites qui se croisent permettant de recouper les mesures effectuées. Les observations sont effectuées de manière continue et les données sont transmises quatre fois par orbite à des stations terriennes de type KSAT Lite. La durée initiale de la mission est de 1 an et l'objectif minimal est d'obtenir des relevés d'au moins un des CubeSat sur la moitié d'un cycle saisonnier (6 mois).   